# Perilitus audax
Perilitus audax är en stekelart som först beskrevs av Muesebeck 1958.  Perilitus audax ingår i släktet Perilitus och familjen bracksteklar. Inga underarter finns listade i Catalogue of Life.